# همیشه بعد از ظهر
همیشه بعد از ظهر (انگلیسی: Nappily Ever After) یک فیلم در ژانر کمدی رمانتیک به کارگردانی حیفا المنصور است که در سال ۲۰۱۸ منتشر شد.

## بازیگران
- سنا لیثن
- ارنی هادسون
- لیریک بنت
- لین ویتفیلد
- ریکی ویتل
- کاملی گویتی